# Михаил Калинин
Михаил Иванович Калинин е руски и съветски болшевишки политик и революционер. Той заема длъжностите председател на Централния изпълнителен комитет на Всеруския конгрес на съветите (1919 – 1938) и председател на Президиума на Върховния съвет на СССР (1938 – 1946).

## Биография
Роден е в селско семейство във Верхняя Троица, Тверска губерния (днес в Кашински район, Тверска област). През 1889 г. се премества в Санкт Петербург, започва работа като металург през 1895 г. Оженва се за естонката Екатерина Ивановна Лорберг през 1906 г.
Запознава се със Сталин 6 години по-късно. Калинин е сред основните учредители на болшевишкия вестник „Правда“. Заради болшевишката си дейност е заточен от правителството в Сибир, но по време на Октомврийската революция е освободен.
Избран е за член на Политбюро на Болшевишката партия през 1925 г. Става изключително популярен сред съветските граждани и, макар и поддръжник на Сталин, не подкрепя колективизацията, негласно се обявява против репресивния процес на разкулачване. Заради антисталинистките си критики жена му Екатерина е депортирана в ГУЛАГ през 1938 г. и е освободена едва след смъртта му през 1946 г.
Калинин се оттегля от поста председател на Президиума малко преди смъртта си. Погребан е в некропола в стената на Московския кремъл.

## Памет
На негово име са наименувани 3 големи руски града – приживе Корольов (като Калининский, 1928 и Калининград, 1938) и Твер (като Калинин, 1931), както и Кьонигсберг (като Калининград) след смъртта му. Единствено последният е запазил името си и до днес.